# Alfred Andersch
Alfred Hellmuth Andersch (München, 4 februari 1914 - Berzona bij Locarno, 21 februari 1980) was een Duitse schrijver, uitgever en redacteur bij de radio.

## Levensloop
Andersch schreef verscheidene werken, waaronder in 1957 Sansibar oder der letzte Grund en in 1980 Der Vater eines Mörders (laatste is een biografische novelle over Joseph Gebhard Himmler, de vader van de latere SS-leider Heinrich Himmler).
In 1933 zat hij drie maanden gevangen in het concentratiekamp Dachau. Na de Tweede Wereldoorlog gaf hij het literaire tijdschrift Der Ruf uit dat geleid werd door Hans Werner Richter. Daaruit ontstond het schrijversverband Gruppe 47.